# Пешин, Пётр Васильевич
Пётр Васильевич Пешин (15 ноября 1926, Кашкара, Уральская область — 18 марта 2002, Павлодар) — советский военнослужащий, участник Великой Отечественной войны, полный кавалер ордена Славы, помощник командира взвода 424-го стрелкового полка, старший сержант.

## Биография
Родился 15 ноября 1926 года в деревне Кашкара Осинского района Пермской области. Окончил 5 классов. Работал вальщиком леса на лесоучастке в посёлке городского типа Верхнечусовские Городки Пермской области.
В Красной Армии с 1943 года. На фронте в Великую Отечественную войну с мая
1944 года. Воевал в составе 3-го Прибалтийского, Карельского и 2-го Белорусского фронтов.
Стрелок 424-го стрелкового полка 18-й стрелковой дивизии 7-й отдельной армии Карельского фронта ефрейтор Пешин с отделением в ночь на 1 июля 1944 на восточном берегу озера Ведлозеро, находясь в разведке, вступил в бой с врагом, уничтожил несколько пехотинцев противника. Был ранен, но остался в строю.
Приказом командира 18-й стрелковой дивизии от 14 июля 1944 года ефрейтор Пешин Пётр Васильевич награждён орденом Славы 3-й степени.
Помощник командира взвода того же полка и дивизии сержант Пешин в составе взвода 7 марта 1945 года в бою за населённый пункт Рюгенвальде уничтожил около 10 вражеских солдат. Был ранен, но остался в строю.
Приказом по 18-й стрелковой дивизии от 14 марта 1945 года сержант Пешин Пётр Васильевич был повторно награждён орденом Славы 3-й степени.
8 марта 1945 года в бою за населённый пункт Залеске отделение сержанта Пешина столкнулось с большой группой противников. Отделение атаковало врага. В этом неравном поединке командир отделения лично истребил десять солдат противника, а офицера и четырёх солдат взял в плен.
В другом бою, когда выбыл из строя командир взвода, не колеблясь принял командование взводом и успешно выполнил поставленную боевую задачу.
Приказом по 19-й армии от 21 апреля 1945 года награждён орденом Славы 2-й степени.
Указом Президиума Верховного Совета СССР от 20 декабря 1951 года за мужество, отвагу и героизм, старший сержант Пешин Пётр Васильевич перенаграждён орденом Славы 1-й степени.
После войны продолжал службу в армии. В 1952 году ему бы вручен золотой орден Славы. С 1954 года старшина Пешин в запасе.
После демобилизации вернулся на родину, работал трактористом в Пермской области. В 1954 году приехал на целину, в Павлодарскую область. Работал на строительстве Иртышского элеватора. С 1959 года жил и работал в Павлодаре. До ухода на наслуженный отдых в 1986 году, трудился бульдозеристом и слесарем в дорожно-строительном управлении N25.
Жил в городе Павлодар. Умер в 2002 году.

## Награды
Награждён тремя орденами Славы, орденом Отечественной войны 1-й степни, медалями.
Решением исполкома Павлодарского городского Совета народных депутатов № 10/161 от 18 апреля 1985 года он удостоен звания «Почётный гражданин города Павлодара».

## Память
В Павлодаре, в Первомайском сквере, установлен бюст Героя. На фасаде дома по улице Торайгырова 44/1, где жил ветеран войны открыта мемориальная доска.